# 猛鬼撞鬼
《猛鬼撞鬼》，是1989年上映的一部香港恐怖鬼片，由袁祥仁執導，冼杞然監製，吳君如、江欣燕、陳百祥、曹查理主演。

## 劇情
舞女爛賭如（吳君如 飾）好賭成性，騙了同行姊妹的私已錢賭馬，結果輸個精光並欠下巨債，唯有向姊妹阿娥（江欣燕 飾）求助。偏巧阿娥被男朋友PETER仔騙去所有血汗金錢，把心一横決定尋死，然多次嘗試均告失敗。阿娥決定於大廈天台跳樓自盡，誤打誤撞下反使阿如墜樓，剛好拾獲黑幫頭子大哥雄（胡楓 飾）求神婆從馬來西亞收來的一個封印女鬼的石盅，及其在追殺組織內部卧底時不慎掉下大廈的巨額鈔票。

大哥雄派殺手豪（樓南光 飾）追殺阿如與阿娥及取回石盅。警方派出幻影雙雄（陳百祥和曹查理 飾）進查女子查墜樓的真相。阿如與阿娥自獲得石盅後心想事成逢賭必贏，同時又遭黑幫的追殺及警方的跟蹤。

## 演員表
| 演員   | 角色                                |
| 吳君如 | 爛賭如                              |
| 江欣燕 | 阿娥                                |
| 陳百祥 | 幻影雙雄 警察 跟蹤爛賭如及阿娥      |
| 曹查理 | 幻影雙雄 警察 跟蹤爛賭如及阿娥      |
| 胡楓   | 大哥雄                              |
| 樓南光 | 殺手豪                              |
| 曹達華 | 黃警司                              |
| 張國柱 | 黃警司手下                          |
| 葉榮祖 | 吸血鬼胡經理                        |
| 蘇嘉寶 | 石盅女鬼                            |
| 左頌昇 | 便衣警察                            |
| 許瑩英 | 馬來西亞神婆 收復石盅女鬼賣給大哥雄 |
| 袁祥仁 | 鍾伯 警察局雜工 懂茅山術            |
| 岑潛波 |                                     |
| 李恆   |                                     |
| 蔡國強 |                                     |
| 龍英   | PETER仔之黑幫大哥                   |
| 彭潤祥 |                                     |
| 唐培中 |                                     |
| 元輝   |                                     |
| 鄭偉正 |                                     |
| 張兆   |                                     |
| 陳文清 |                                     |
| 劉子明 |                                     |
| 姚文基 |                                     |

## 外部連結
- 香港影庫上《猛鬼撞鬼》的資料（繁體中文）
- 互联网电影数据库（IMDb）上《猛鬼撞鬼》的资料（英文）